# Pocsia mucronata
Pocsia mucronata är en svampart som beskrevs av P.M. McCarthy 1999. Pocsia mucronata ingår i släktet Pocsia, ordningen Verrucariales, klassen Eurotiomycetes, divisionen sporsäcksvampar och riket svampar.   Inga underarter finns listade i Catalogue of Life.